# Hipocicloide

Construcció d'una hipocicloide

Una hipocicloide és una corba plana transcendint, que és la trajectòria d'un punt fixat en una circumferència que roda sense lliscar sobre una altra circumferència anomenada directriu i dins d'aquesta. Es tracta per tant d'un cas particular de corba cicloïdal.

Exemples de hipocicloides

- k=3 - una deltoide
- k=4 - una astroide
- k=5
- k=6
- k=2.1
- k=3.8
- k=5.5
- k=7.2

## Etimologia i història
La paraula és una extensió de cicloide, inventada el 1599 per Galileo Galilei,
i té la mateixa etimologia: ve del grec hupo (sota), kuklos (cercle, roda) i eidos (forma, «semblant a»).
La corba mateixa va ser estudiada per Albrecht Dürer el 1525, Rømer el 1674 (que la va batejar) i Daniel Bernoulli el 1725.

## Definició matemàtica
Una hipocicloide pot ser definida per l'equació paramètrica següent:

{\displaystyle x(\theta )=(R-r)\cos \theta +r\cos({\frac {R-r}{r}}\theta )\,\qquad (1)}
{\displaystyle y(\theta )=(R-r)\sin \theta -r\sin({\frac {R-r}{r}}\theta )\,\qquad (2)}
on {\displaystyle R\,} és el radi de la circumferència de base i {\displaystyle r\,} el de la circumferència rodant. Amb {\displaystyle q={R \over r}}, per tant aquesta equació també es pot escriure:
{\displaystyle x(\theta )=r\left[(q-1)\cos \theta +\cos(q-1)\theta \right]\,}
{\displaystyle y(\theta )=r\left[(q-1)\sin \theta -\sin(q-1)\theta \right]\,}

### Definició en el pla complex
Pot ser útil passar en notació complexa, {\displaystyle z=x+iy} i s'obté l'equació següent:
Si es desitja a més fer intervenir el temps t per expressar la velocitat a la qual es descriu el moviment, cal introduir les dues velocitats angulars {\displaystyle \omega _{1}={\frac {\theta }{t}}={\frac {r}{R-r}}\omega _{2}\,.}
La coordenada complexa del centre de la circumferència petita és simplement {\displaystyle (R-r)e^{i\omega _{1}t}} i la d'un punt de la circumferència petita respecte al seu centre {\displaystyle re^{-i\omega _{2}t}}. La suma d'aquests dos nombres complexos dona llavors la coordenada complexa d'un punt de la circumferència petita respecte al centre de la gran.
Així i més generalment, es pot definir una hipocicloide per la seva equació en el pla complex:
En efecte la condició {\displaystyle r_{1}\omega _{1}t=r_{2}\omega _{2}et} expressa la igualtat de les longituds dels arcs de les circumferències petita i gran recorreguts durant el temps t pel punt de contacte i, per tant, indica que la circumferència petita no llisca en la seva rotació al si de la gran. Per això quan un punt de la circumferència petita, és a dir de la hipocicloide, entra en contacte amb la gran, la seva velocitat és nul·la la qual cosa correspon a un punt de retrocés.
Finalment, s'observa que la definició de l'equació (3) pot ser interpretada geomètricament d'una altra manera (propietat de la doble generació) basant-se en la propietat commutativa de la suma de dos vectors i que la hipocicloide és també la suma d'un petit moviment circular {\displaystyle r_{2}} al qual s'afegeix un gran moviment circular en sentit oposat {\displaystyle r_{1}}.

## Propietats
La corba està formada per arcs isomètrics (anomenats arcs) separats per punts de retrocés. Si q és racional (i es pot per tant escriure q=a/b on a i b són enters), a representa el nombre d'arcs de la corba. També es poden veure aquestes dues magnituds de la manera següent:
- a representa el nombre de rotacions de la circumferència que roda necessàries per portar el punt mòbil a la seva posició de sortida
- b representa el nombre de voltes de la circumferència base necessàries a la circumferència que roda per tornar al punt de sortida.

Els punts de retrocessos s'obtenen per {\displaystyle \theta ={\frac {2k\pi }{q}}}. La longitud d'un arc és de {\displaystyle 8{\frac {q-1}{q^{2}}}R}.

Si q és enter, la longitud total de la corba val {\displaystyle {4 \over \pi }(1+{1 \over q})} vegades la longitud de la circumferència base, i l'àrea total val {\displaystyle (1-{1 \over q})(1-{2 \over q})} vegades la de la circumferència base.
El teorema de la doble generació prova que una hipocicloide és també una pericicloïde, és a dir la corba descrita per un punt d'una circumferència de radi r+R rodant sense lliscar sobre aquesta circumferència directora al continent.
Les petites oscil·lacions del pèndol de Foucault formen també una hipocicloide.